# Alessandro Verri
Alessandro Verri (9. listopadu 1741, Milán – 23. září 1816, Řím) byl italský prozaik, dramatik a překladatel, který ve svém díle spojil klasicistický rámec s preromantickou citovostí.

## Původ
Pocházel z vlivné aristokratické rodiny, narodil se jako třetí z pěti dětí. Jeho otec Gabriele Verri byl významný diplomat a daňový právník a jeho bratři sehráli důležitou roli v italských dějinách:
- Pietro Verri (1728–1797) byl ekonom, historik, právník, filosof a novinář, zakladatel osvícenské školy v Miláně.[2]
- Carlo Verri (1743–1823) byl politik, prefekt a senátor.[4]
- Giovanni Verri (1745–1818) působil jako cicisbeo (společník a často i milenec vdaných žen) a je považován za biologického otce spisovatele Alessandra Manzoniho.[5]

## Život

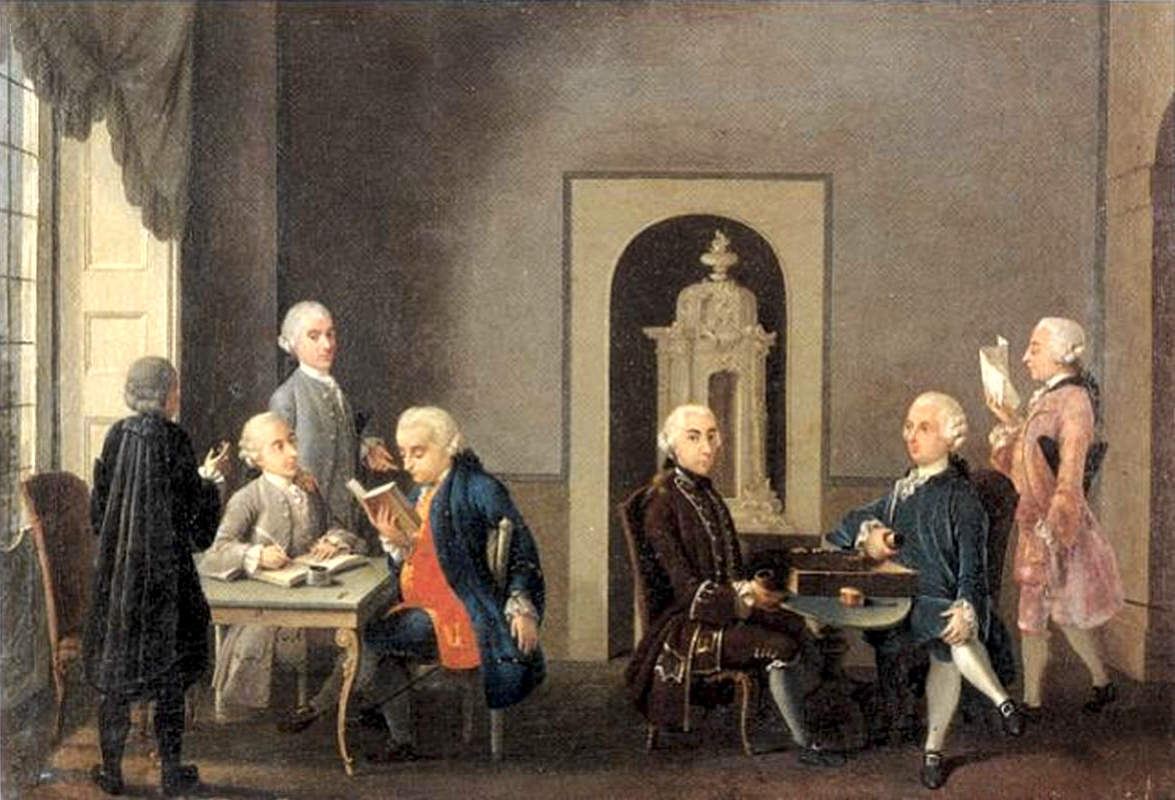
Accademia dei Pugni, zleva doprava Alfonso Longo (zády), Alessandro Verri, Giambattista Biffi, Cesare Beccaria, Luigi Lambertenghi, Pietro Verri a Giuseppe Visconti di Saliceto

V mládí sdílel Alessandro radikalismus a profrancouzské cítění svého staršího bratra Pietra Verriho, se kterým a s dalšími přáteli založil roku 1761 v Miláně kulturní učenou společnosti Accademia dei Pugni a v letech 1764 až 1766 byl velice aktivním spolupracovníkem bratrova časopisu Il Caffè, který patřil ve své době k nejvýznamnější kulturním periodikům. Ze třiceti dvou článků, které do časopisu napsal, vzbudil největší rozruch Rinunzia avanti notaio al vocabolario della Crusca (Notářsky ověřené odstoupení autorů tohoto listu od slovníku Cruscy), obsahující polemiku s učenci z lingvistické vědecké společnosti Accademia della Crusca. V článku zesměšňuje jazykový purismus zmíněné instituce a vyjadřuje touhu mladé generace vyjadřovat své myšlenky svými (klidně i novými) slovy. Stal se tzv. ochráncem vězňů (protettore dei carcerati), důvěrně poznal tehdejší vězeňskou praxi a svými zkušenostmi byl nápomocen Cesarovi Beccariovi při tvorbě jeho eseje O zločinech a trestech.
V letech 1766-1767 pobýval ve Francii a v Anglii a po návratu se usadil v Římě. Opustil myšlenky osvícenství a věnoval se literární a divadelní činnosti. Přeložil Shakespearovy tragédie Hamlet  a Othelo a Longův starořecký milostný román Dafnis a Chloé a napsal také dvě vlastní divadelní hry. Jeho hlavním dílem jsou však tři sentimentální romány evokující prostředí starověkého Řecka a Říma.

## Dílo

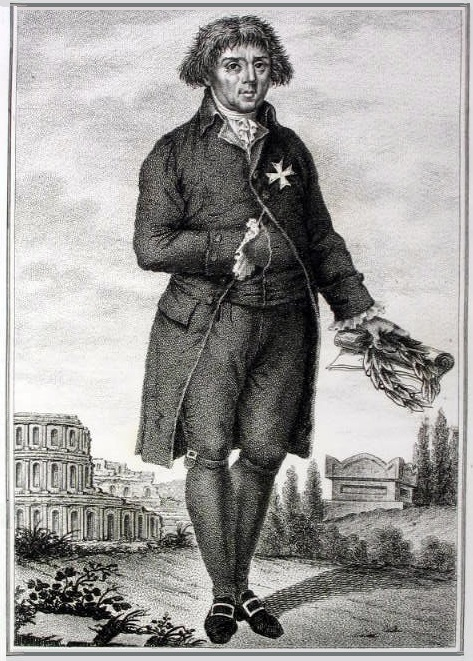
Alessandro Verri kokem roku 1815.

- Saggio sulla Storia d'Italia (1766, Esej o italské historii).
- Pantea (1779), tragédie na motivy z Xenofóntovy knihy O Kýrově vychování.
- La congiura di Milan (1779, Milánské spiknutí), tragédie inspisrovaná středověkou tematikou.
- Le avventure di Saffo, poetessa di Militene (1782, Dobrodružství Saphó, básnířky z Militénu), román, ve kterém autor na pozadí popsání řeckých mravů vylíčil tragickou lásku básnířky Sapfó k mladému Faonovi.
- Le notti romane al sepolcro degli Scipioni (1792 a 1804, Římské noci u hrobu Scipiónů), román (dva díly, třetí část zůstala nepublikována až do roku 1967),[7] ve kterém duchové slavných mužů minulosti (Cicero, Caesar a jiní) popisují násilné prostředí typické pro starověký Řím v kontrastu s podstatou křesťanské civilizace.
- La vita di Erostrato (1815, Život Hérostratův), román obsahující psychologický portrét žháře Hérostrata.
- Vicende memorabili de' suoi tempi dal 1789 al 1801 (1858, Pamětihodné události let 1799 až 1801), posmrtně vydané historické dílo.